# Bob Sheppard (sport)
Pour les articles homonymes, voir Bob Sheppard et Sheppard.
Robert Leo Sheppard, né le 20 octobre 1910 à Richmond Hill (Queens), New York et mort le 11 juillet 2010 à Baldwin, New York, est un annonceur sportif américain. 
Il est célèbre comme annonceur maison du Yankee Stadium de 1951 à 2007 durant les matchs des Yankees de New York de la Ligue majeure de baseball, et à ceux des Giants de New York de la Ligue nationale de football de 1956 à 2006 dans plusieurs stades, dont le Yankee Stadium.
Sheppard fut annonceur lors de plus de 4 500 matchs des Yankees en 56 saisons, où l'équipe a remporté 13 Séries mondiales et 22 championnats de la Ligue américaine.
Surnommé « la Voix de Dieu » par Reggie Jackson, Sheppard est au micro du Yankee Stadium pour la première fois le 17 avril 1951 et pour la dernière fois le 5 septembre 2007, bien qu'il n'annonce sa retraite qu'en novembre 2009. Il meurt le 11 juillet 2010, quelques semaines avant son 100e anniversaire. Sa voix est entendue par la suite à l'actuel Yankee Stadium de New York jusqu'en septembre 2014, alors qu'un enregistrement de Sheppard précède les passages au bâton de Derek Jeter.